# Дороги меняют цвет
Дороги меняют цвет (ДМЦ) — украинская, а с 2014 года — российская рок-группа. Образована в 2002 году в Полтаве.

## История
Группа начиналась с творческого дуэта Андрея Гречаника и Сергея Старостенко. В 2002 году на Черкасском фестивале авторской музыки музыканты получили приз зрительских симпатий, что сильно укрепило веру молодых людей в успех. Тогда к группе присоединяются Артем Гулий (гитара) и Богдан Петрушко (духовые и этно- инструменты).
Группа начинает активно формировать свой первичный репертуар, экспериментировать с различными направлениями и гастролировать по фестивалям авторской музыки. В основе стилистики группы доминирует фолк-рок.
Со временем группа расширяется, к ней присоединяется барабанщик Евгений Петрин, позже Виталий Лоза. В конечном итоге за барабаны садится Андрей Братанов. Огромный вклад в группу сделала скрипачка Мария Акинина, трагически погибшая 7 декабря 2008 года. Почти все песни, присутствующие на втором альбоме, включают её аранжировки.
Всё это время коллектив, по сути, был безымянным. Но к 2003 году было выбрано название «Дороги Меняют Цвет», которое и закрепилось до наших дней. Название было придумано ещё до этого, во время поездки на первый фестиваль:

Мы ехали на Черновцы, как раз на тот первый фестиваль. Ехали автобусом, с пересадкой, думали о названии. И Сергей посмотрел на дорогу после дождя и сказал: «Дороги меняют цвет». Подумали, что хорошо для названия.
— Андрей Гречаник. Интервью на «Мазепа-фесте»
Группа много выступает. Вначале в родной Полтаве, затем проходят первые концерты в Харькове и Киеве. Группа начинает играть в рок-клубах страны (преимущественно Восточной Украины). Коллектив приобретает известность.
В 2005 году ДМЦ выступает на разогреве групп Ляпис Трубецкой, Mad Heads, От Вінта!, Друга Ріка, ТНМК, Гайдамаки, Табула Раса, НеДіля, Кому Вниz, Арахнофобия, Плач Єремії.
В 2006 году выступают на разогреве группы Океан Эльзы перед 16 тыс. аудиторией. В том же году получают приз от Ukrainian Rock Awards в номинации «Лучшая фолк-рок-группа Украины-2006». Выступают хэдлайнерами на Сорочинской ярмарке.
В 2008 году начинается студийная работа над дебютным альбомом «Все по...», который выходит в январе 2009 года. После релиза на живых выступления появился гитарист Игорь Холодный, а Богдан Петрушко покинул группу.
В апреле 2011 года группа выпустила интернет-сингл «Весна мозга», сведенный на московской студии «Air Records». В конце того же года группа, в виде новогоднего подарка, выпускает сингл на песню Андрея Гречаника «Сто лет одиночества» в оригинальной аранжировке Марии Казачковой, также исполнившей в песне вокальную партию.
Весной 2012 года группа выпустила второй студийный альбом «Весна мозга». Группу покинул гитарист Артём Гулий, на его место пришёл Богдан Резник.
В декабре 2012 года группа приступила к записи следующего альбома, вышедшего в следующем году который получил название «Маскарад».
В 2014 году группа стала одним из победителей «Чартовой дюжины» в номинации «Взлом». В том же году группа записывает альбом «Партизанская любовь», а в 2017 — альбом «Целуй ниже».
С 2011 года группа является постоянным гостем международного рок-фестиваля «КИНО сначала» (Крым, Судак).
В настоящее время[уточнить] группа играет в жанре прогрессивный и альтернативный рок, активно гастролирует.

#### Скандал и переезд в Россию.
В октябре 2014 года случился скандал. На концерте в Москве кто-то из публики развернул флаг Украины, после чего Андрей Гречаник сказал следующие слова: «Ребята, очень круто увидеть флаг родной страны, но я бы попросил больше его не поднимать, потому что я готов вытереть ноги об любой флаг, за который проливается бессмысленно кровь».
После этого заявления разразился скандал, получивший широкий резонанс в украинской прессе и социальных сетях. Группе пришлось отменить концерты на Украине и задержаться в России, где они ведут деятельность и проживают по сей день.
Коллектив покидает бас-гитарист Сергей «Пунк» Старостенко, а проведение концертов группы на Украине более становятся невозможным.
В 2015 году коллектив окончательно переезжает в Россию, где разделяется на два города — Москву и Санкт-Петербург. В группу в качестве бас-гитариста приходит Максим Шашкин. В январе 2015 года группа записывает сингл «Лей в меня дождей», совместно с Иваном Демьяном («7Б»), а в феврале отправляется в тур «13 лет дорог», посвященный дню рождения группы.
В 2017 году «ДМЦ» выпускают альбом «Целуй ниже», полностью записанный в Москве. Саунд-продюсерами альбома стали Отабек Саламов и Андрей Якимов.
В 2018 году группа выпускает сборник «Там, где за ветхою избой…», состоящий из студийных записей группы фолкового периода. В официальной дискографии он датируется 2005 годом, становясь тем самым «нулевым» альбомом группы.
Далее коллектив выпустил целую серию синглов «Хрю», «Найк Борзов», «Что снится собаке?», «Твоих лесбиянок», «Песенка об Арбате», «Ветру», «Хоть иногда».
В 2020 году коллектив покидает Александр Ефанов. Группа выпускает сингл «Луна», записанный в карантинных условиях во время самоизоляции. «ДМЦ» принимает участие в нескольких трибьют-сборниках. Для трибьюта, посвященного 40-летию группы «ДДТ» записывается композиция «Когда ты была здесь», а песня «Без вина» — вошла в сборник, посвященный группе «Сектор газа».
Весной 2021 года выходит ЕР «Пакуй в чемоданы». Группа продолжает работу над новым альбомом.
Группа активно записывает музыкальные композиции и выпускает их в виде синглов. Коллектив является одним из самых активному на российской рок сцене...
29 февраля 2024 года вышел мини альбом "Белая 
Черёмуха".

## Состав группы

### Текущие участники
- Андрей Гречаник (ГрейЧайник) — голос, акустическая гитара, электрогитара, тексты, автор, губная гармошка (2002 - настоящее время)
- Максим Шашкин — бас-гитара
- Богдан Резник — соло- и ритм гитары (2012 - настоящее время)
- Андрей Братанов (Братела) — барабаны
- Денис Дёмкин — губная гармоника

### Бывшие участники
- Марья Акинина — скрипка (погибла в результате ДТП в 2008 году)
- Игорь Холодный — гитара
- Евгений Петрин — барабаны
- Виталий Лоза — барабаны
- Богдан Петрушко — духовые и этно- инструменты (2002 - 2009)
- Артём Гулий — соло- и ритм гитары (2002 - 2012)
- Артём Кара — виолончель
- Антон Нестеренко — скрипка
- Сергей Старостенко — бас-гитара (2002 - 2015)
- Александр Ефанов - гитара (2010 - 2020)
- Алексей Олешко (Лекс) — клавишные, аранжировки, сэмплы (-2022)
- Михаил Захаров — бас-гитара (2022 - 2024)

## Дискография

### Альбомы
- 2005 — «Там, где за ветхою избой…»
- 2009 — «Все по...»
- 2012 — «Весна мозга»
- 2013 — «Маскарад»
- 2014 — «Партизанская любовь»
- 2017 — «Целуй Ниже»
- 2021 — «Электроакустика, Часть 1» (LIVE. Москва. 2021)
- 2021 — «Электроакустика, Часть 2» (LIVE. Санкт-Петербург. 2021)
- 2022 — «Слышишь, только не сдавайся...»
- 2024 — «Белая черёмуха» (мини альбом)

### Синглы
- 2011 — «Весна мозга» (интернет-сингл)
- 2011 — «Сто лет одиночества» (новогодний сингл при участии Марии Казачковой)
- 2012 — «Твоих лесбиянок»
- 2013 — «Как ты там?»
- 2013 — «Довоевались»
- 2013 — «Да не вопрос»
- 2015 — «Лей в меня дождей» (сингл при участии Ивана Демьяна)
- 2015 — «Смеяться всем в лицо» (сингл при участии Дениса Михайлова)
- 2016 — «Первый срок» (сингл при участии Лёхи Никонова)
- 2018 — «Что снится собаке?»
- 2018 — «Найк Борзов»
- 2018 — «Ветру»
- 2019 — «Хоть иногда»
- 2020 — «Посчитай»
- 2020 — «Юра, мы всё проебали» (при участии групп «Наконечный» и «Йорш»)
- 2020 — «Луна»
- 2021 — «Прости, не помню»
- 2021 — «Пакуй в чемоданы» (сингл из 3-х песен)
- 2021 — «Время оху!*@%!!!ых историй»
- 2021 — «Погасите в аэропорту свет»  (при участии группы «Ананасов и Ко»)
- 2022 — «Своей дорогой»  (при участии групп «Сектор Газовой Атаки» и «Наконечный»)
- 2022 — «Не надо так!»
- 2022 — «Джельсомино»  (при участии группы «Дом Кукол»)
- 2022 — «Город без любви»
- 2023 — «Портвейн и весна»
- 2023 — «Скандинавская ходьба по тонкому льду»
- 2023 — «Между пятиэтажек»

## Видеография
- 2011 — «Массандра»
- 2012 — «Карлсон»
- 2012 — «Неси мне свет»
- 2016 — «Есть повод» (OST* «Окно»)
- 2018 — «Лей в меня дождей»
- 2019 — «Твоих лесбиянок»
- 2020 — «Хоть иногда» пос-клип отснят в рамках #ЮжныйТур2020 в Ростове-на-Дону, Сочи и Краснодаре
- 2024 - "Погасите в аэропорту свет" (дуэт с Ананасов и Ко)